# Pajaro (fiume)
Il Pajaro (pájaro in lingua spagnola significa "uccello"), è un fiume degli Stati Uniti d'America che scorre nella regione della Costa Centrale della California, formando parte del confine tra le contee di Santa Clara e di San Benito e l'intero confine tra le contee di Santa Cruz e di Monterey. Scorrendo approssimativamente da est a ovest, il fiume sfocia nell'Oceano Pacifico, precisamente nella Baia di Monterey, a ovest di Watsonville.

## Storia
Il primo esploratore via terra dell'Alta California, lo spagnolo Gaspar de Portolá, si accampò vicino al fiume per due notti, nei pressi dell'attuale comunità di Pajaro, i giorni 8 e 9 ottobre del 1769. La spedizione continuò diretta a nord verso Santa Cruz. I soldati lo chiamarono "Pajaro" poiché i nativi che incontrarono avevano un grosso uccello farcito.
Il missionario francescano Juan Crespi, che viaggiava con la spedizione, annotò nel suo diario "a qualcuno della nostra squadra esso parve un'aquila reale" (probabilmente un falco pescatore).

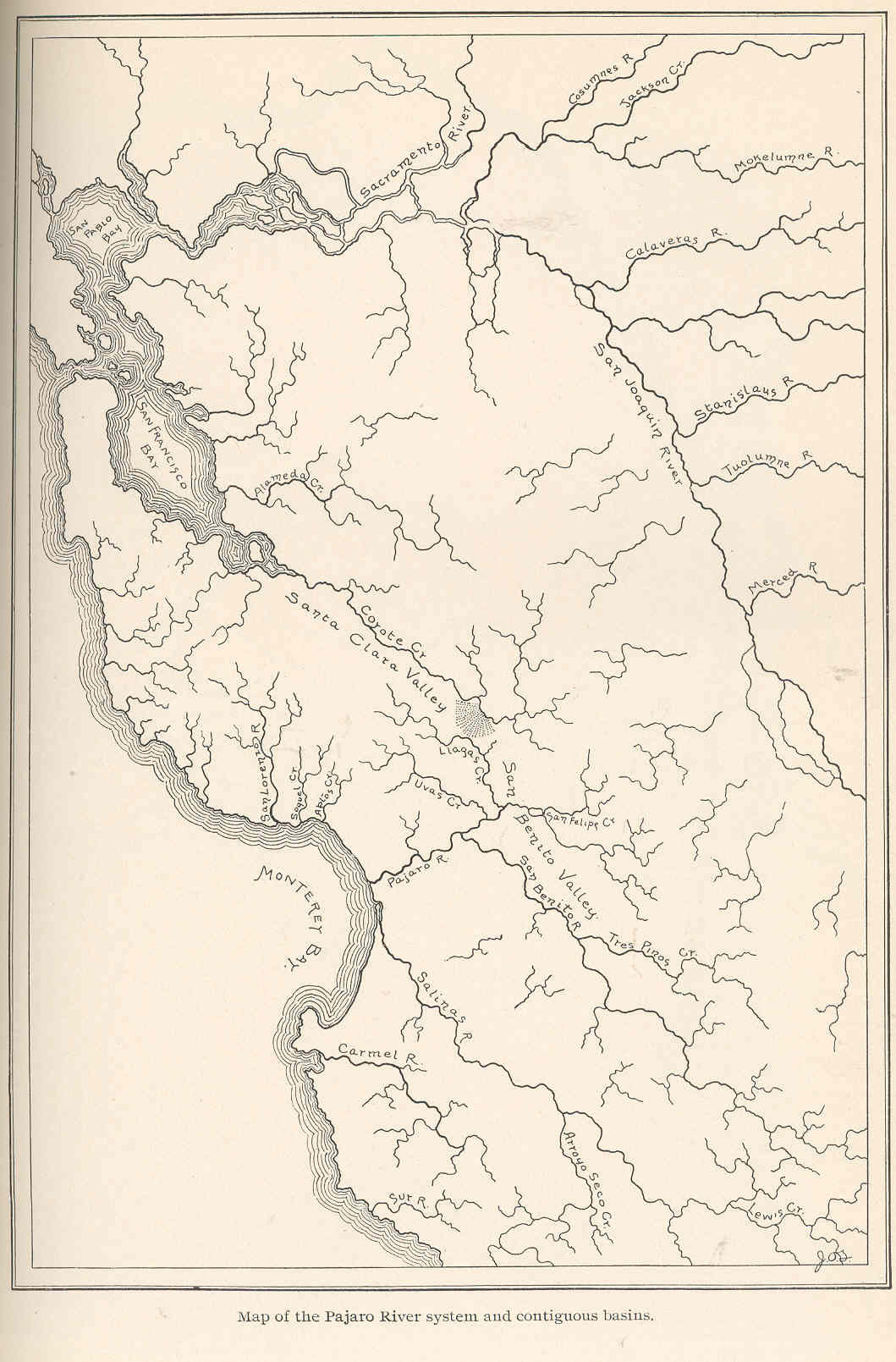
Monterey Bay è a sud di San Francisco Bay

Il fiume Pajaro ha avuto molti nomi: le prime carte geografiche spagnole lo indicavano come Rio de San Antonio e Rio del Pajaro. Nomi alternativi furono Pigeon River, Rio de La Senora La Santa Ana, Rio del Paxaro, Rio de Santa Ana, San Antonio River e Sanjon del Tequesquite.
Nel 1953 l'Ufficio statale di Controllo delle Risorse idriche (State Water Resource Control Board) decise che il bacino del Pajaro soffriva di acqua salmastra a causa di infiltrazioni nelle acque di falda. Negli anni 1970 le acque di falda del bacino scesero parecchio sotto il livello del mare, il che nel 1980 le fece considerare infiltrate. Nel XXI secolo, 140 km2 delle acque di falda erano troppo sfruttate e il risultato fu che la zona sotto il livello del mare era suscettibile di infiltrazioni.
Il fiume Pajaro ha una storia ricorrente di esondazioni. Le città di Pajaro e Watsonville furono costruite sulla superficie naturale di esondazione del fiume. Prima che il Corpo degli ingegneri dell'Esercito costruisse gli argini, le esondazioni devastavano le case, le attività e l'agricoltura. Nel 1949 furono costruiti argini per 748 mila dollari e si verificarono gravi casi di inondazione e argini crollati.
Nel 1963, l'United States Army Corps of Engineers (USACE) riconobbe il livello scadente della progettazione degli argini e il Congresso autorizzò la costruzione del sistema di controllo delle inondazioni, ma il governo federale non stanziò fondi a questo scopo.
A seguito delle inondazioni del 1995 parecchie cause furono intentate contro diverse contee e città da agricoltori e proprietari di case che ne erano stati colpiti. Le contee di Santa Cruz, di Monterey e il Dipartimento dei Trasporti della California furono ritenuti responsabili per la mancata manutenzione delle misure contro le inondazioni del fiume e furono citati in causa da circa 250 persone. I ricorrenti ritenevano le contee responsabili poiché nel 1944 entrambe avevano promesso di manutenere gli argini eretti dal Corpo degli ingegneri dell'Esercito.

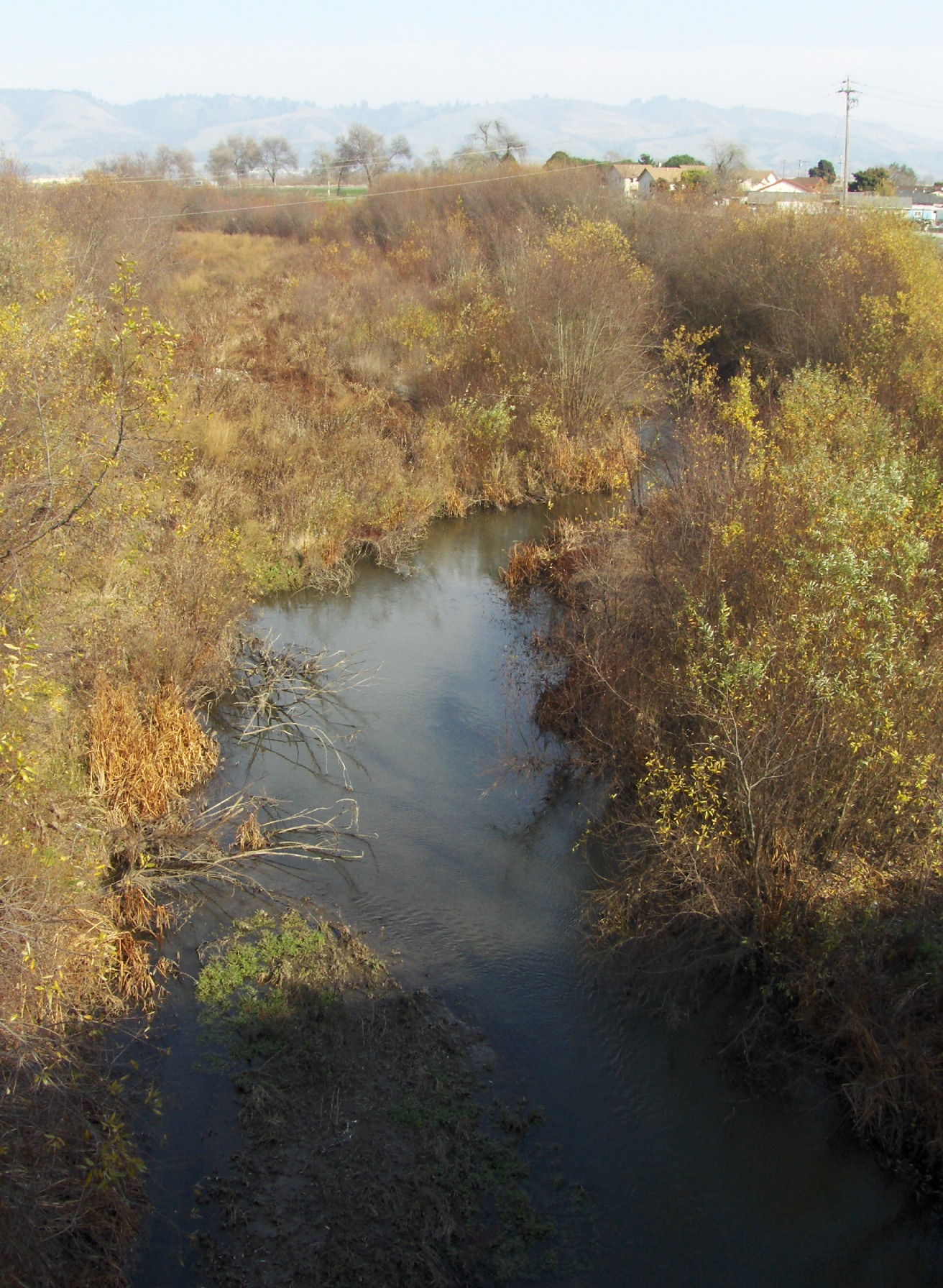
Area rivierasca del Pajaro

## Geologia
La faglia di Sant'Andrea incrocia il fiume Pajaro alla "fossa del Pajaro" presso Aromas e la Strada statale 129. Il terrane di Salinas poggia sulla Placca pacifica che slitta verso nord lungo la faglia di Sant'Andrea. Essa è costituita da materiale granitico e da sedimenti marini.
Il fiume Pajaro ha una storia di cambiamenti del suo corso dovuti allo slittamento della faglia di Sant'Andrea tra la placca del Pacifico e quella nordamericana. In altri tempi esso scorreva nel delta fluviale di Elkhorn presso Moss Landing e quindi sfociava nell'Oceano Pacifico, ma oggi si unisce al Corralitos Creek per poi gettarsi nel Pacifico in un punto un po' più a nord di allora.
Il Terremoto di Loma Prieta del 1989 nelle Montagne di Santa Cruz deformò il sistema di argini del Pajaro.
Altre faglie nel bacino sono la faglia di Zayante, quella di Sargent e quella di Calaveras.
La cava di granite di A.R. Wilson si trova presso la fossa del Pajaro, adiacente al fiume nella contea di San Benito.

## Geografia
Grazie alla geologia della regione, la geomorfologia del bacino è unica. Il fiume inizia nella catena di Diablo, a est. A sud scorre dai monti Gabilan un altro fiume, suo affluente da nord. Da nord gli affluenti scorrono dalle Montagne di Santa Cruz verso sud, andando incontro al Pajaro.

## Clima
Il clima della regione è mediterraneo. Le temperature annuali massime a Watsonville raggiungono i 20 °C e le minime gli 8 °C. La temperatura media è intorno ai 14 °C e le precipitazioni annue (essenzialmente piovose) sono di circa 597 mm.
Spesso alcuni affluenti sono in secca a causa della scarsità di piogge nell'estate.

## Bacino
Il bacino è di circa 3 400 km2 e ricopre parti delle contee di Santa Cruz, Santa Clara, San Benito e Monterey. Il fiume Pajaro inizia a ovest del lago San Felipe, chiamato anche Upper Soap Lake, che è un lago permanente formato dalla confluenza del Pacheco Creek, del Tequisquita Slough e dell'Ortega Creek. Le acque del Pacheco Creek si trovano sul Diablo Range a circa 120 metri di altezza. Il fiume Pajaro scorre verso ovest per 50 km passando per la città di Watsonville e sfocia quindi nella Baia di Monterey. Il Soap Lake Inferiore, chiamato anche Soap Lake, è un lago intermittente che si trova poche miglia a valle dell'omonimo Superiore. Questi tipi di masse di acqua si formano quando il canale inferiore non è in grado di contenere il flusso che viene da monte. La faglia di Sant'Andrea divide il bacino ed è responsabile delle variazioni subite dallo storico percorso del fiume.

### Bacino superiore
Il lago San Felipe sta a sud della linea della contea di Santa Clara, nella contea di San Benito, a sud della strada statale 152, a est di Gilroy e ai piedi del Diablo Range. Il lago è uno stagno infossato chiuso dalla scarpata della faglia di Calaveras, che forma una diga naturale lungo la battigia occidentale. Esso è perenne salvo che negli anni di maggior siccità, come ad esempio, il 1977. Il lago San Felipe era il 50% fino che i canali di sfogo nord e sud, che drenano il Canale Miller, non vennero "tagliati" attraverso il margine occidentale nel 1874.
Il maggiore degli affluenti del Pajaro è il fiume San Benito, che è molto più lungo del Pajaro, scorrendo verso nordovest dalla sua sorgente ad un'altezza di 1450 metri sulle Montagne San Benito fino a confluire, dopo 105 km nel fiume Pajaro, circa 24 km prima dell'Oceano.

### Bacino inferiore
Il bacino inferiore si trova nelle contee di Santa Cruz e Monterey che hanno normalmente un sistema di argini. Il sistema fluviale originale era quello del Corralitos Creek, alimentato dall'Aromas Creek. Il fiume Pajaro ha incorporato questo Sistema e ora il Corralitos Creek è solo un affluente.
Sviluppi residenziali, campi agricoli e la spiaggia pubblica di Zmudowski delimitano la foce del Pajaro e la collegata palude di Watsonville. La foce è spesso aperta all'azione delle maree per lunghi periodi, specialmente durante i mesi invernali. Se la foce si riempie di sedimenti, questi devono essere fisicamente rimossi per prevenire l'allagamento dei vicini campi agricoli.
La principale fonte di acqua potabile e per uso agricolo nella regione viene dalle falde. Le tre falde principali nel bacino del Pajaro sono la Alluvial, la Aromas e la Purisma. Tutte e tre sono affette da intrusioni di acqua marina, ma la peggiore in questo senso è la Aromas. La falda Alluvial è pesantemente inquinata dagli inquinanti agricoli.

## Ecologia
Nel 2006, il fiume Pajaro fu dichiarato il "fiume più a rischio degli Stati Uniti d'America" dalla Organizzazione americana dei fiumi (American Rivers organization) a causa degli argini costruiti dal Corpo degli Ingegneri dell'Esercito lungo il suo corso inferiore per 35 km e l'inquinamento grave proveniente dai campi coltivati.
I pesci californiani che si presentano nella parte bassa del corso del Pajaro sono: Inland Threespine Stickleback (spinarelli), Sacramento Perch (Centrarchidae), Riffle Sculpin (Cottus gulosus), Sacramento Tule Perch (Hysterocarpus traskii traskii) e South Central California Coast Steelhead (trote iridee).
Quattro specie, presenti o per le quali vi è un ambiente adatto nel fiume Pajaro o nei corsi d'acqua vicini, sono state classificate minacciate o in via di estinzione da parte dell'ente federale ESA:
- Steelhead trout – trota Steelhead
- California red-legged frog - rana rossa californiana
- tidewater goby
- poviere nevoso, che nidifica presso la foce del Pajaro (spiaggia pubblica di Zumdowski) sull'Oceano Pacifico.

Vi sono poi sei specie elencate come minacciate o specie californiane di speciale attenzione (SSC, California species of special concern=Specie californiane di particolare attenzione) in base alla CESA (California Endangered Species Act=Legge sulle specie della California in via di estinzione), che si trovano regolarmente o si alimentano vicino o nel fiume Pajaro:
- tartaruga degli stagni
- pipistrello pallido
- civetta delle tane
- San Francisco Dusky-footed Woodrat
- passero vireo (Vireo bellii pusillus)
- parula petto giallo

Il lago San Felipe, che è la caratteristica principale della Bolsa de San Felipe (Sacca di San Felipe), è un'importante area ornitologica e di biodiversità (IBA) secondo la National Audubon Society. La Bolsa è un crocevia per uccelli migratori dalla Baia di San Francisco verso nord, dalla Baia di Monterey verso ovest e dalla Central Valley verso est. La Bolsa è anche identificata dalla National Audubon Society "trappola per uccelli migratori", un luogo dove compaiono specie che sono molto lontane dal loro normale iter.
Il Pajaro funge da percorso migratorio per le trote Steelhead (Oncorhynchus mykiss) che migrano verso un habitat adatto nel periodo della fregola verso monte dei fiumi Uvas, Llagas e Corralitos, sebbene la corrente principale del Pajaro ne fornisca uno poco adatto alla deposizione di uova e alla crescita degli avannotti a causa dello scarso flusso estivo e l'elevata sedimentazione. Il salmone argentato (Oncorhyncus kisutch) non è più stato presente nel fiume fin dalla fine degli anni 1960.
Storicamente è interessante come uno dei due fiumi costieri della California Settentrionale sia stato citato nel 1829 dall'esploratore russo K. T. Khlebnikov come ambiente ospitante storioni, probabilmente lo storione bianco (Acipenser transmontanus), nel Fiume russo.
È anche notevole la forse eccezionalmente meridionale presenza della lontra di fiume nordamericana (Lontra canadensis) in un bacino costiero della California. Nel 1969 fu registrata la presenza di lontre che si nutrivano di mitili delle acque dolci (Anodonta californiensis) nel Santa Ana Creek, affluente del Tequisquita Slough, 2 miglia a est di Hollister.

## Qualità dell'acqua
Il fiume è pesantemente inquinato da persone che vi immettono scarichi illegalmente. Un'operazione di pulizia nel 2015 trovò più di 1000 pneumatici, cinque barche, due camion e tonnellate di immondizia.
Nel bacino vi sono elevati livelli di tossicità, risultato delle attività agricole. Durante i periodi di magra, sono stati rivelati pesticidi a base di fosfati e di cloro. Sono stati inoltre riscontrati nelle specie acquatiche locali Toxafene, DDT e Diazinone a concentrazioni pericolose per la salute.